# Universitaire Stichting
De Universitaire Stichting (Frans: Fondation Universitaire) is een Belgische instelling van openbaar nut die beoogt bij te dragen tot de bevordering van de wetenschap, het universitair onderzoek en onderwijs in België enerzijds, en van de banden tussen de universitaire gemeenschap en de maatschappij anderzijds. De Stichting is opgericht in 1920 door toedoen van Emile Francqui en de Amerikaanse president Herbert Hoover. 

## Geschiedenis
Tijdens de Eerste Wereldoorlog slaagde bankier Emile Francqui erin om via Nationaal Hulp- en Voedselcomité, dat gesteund werd door de Commission for Relief of Belgium, die Herbert Hoover (de latere president van de Verenigde Staten) in de Verenigde Staten had opgezet. In 1916 was de voedselbevoorrading in België weer genormaliseerd, met het gevolg dat zich zelfs overschotten begonnen te vormen. Van toen af ijverde Francqui, hierin gesteund door enkele Belgische hoogleraren, voor de oprichting van een Universitaire Stichting. Op het einde van de oorlog werden de geaccumuleerde overschotten verkocht. Het geld werd deels verdeeld over de Belgische universiteiten, deels geïnvesteerd in de Belgian American Educational Foundation (BAEF) en gebruikt voor de oprichting van de Universitaire Stichting. De Belg Emile Francqui werd er de eerste voorzitter.  
Later werden onder de koepel van de Universitaire Stichting diverse andere stichtingen en fondsen opgericht. Vaak hebben die hun zetel in het gebouw van de Universitaire Stichting.  

## Het gebouw
In het gebouw aan de Egmontstraat 11 in 1000 Brussel bevinden zich naast verschillende kantoren en (vergader)zalen ook een hotel, een universitaire club en een restaurant.  In het gebouw zijn ook enkele andere stichtingen envzw's gevestigd, zoals de Belgian American Educational Foundation (BAEF), het Olivaint Genootschap van België, de Coimbragroep, UNICA, OECI.